# 28 tygodni później
28 tygodni później (ang. 28 Weeks Later) – angielski horror z 2007 roku, sequel filmu 28 dni później. Jego akcja – zgodnie z tytułem – rozgrywa się dwadzieścia osiem tygodni po wydarzeniach z poprzedniej części. Zdjęcia kręcono w Londynie, Cardiff i Paryżu.

## Fabuła
Don (Robert Carlyle) i jego żona Alice (Catherine McCormack) przygotowują obiad dla ocalałej grupy ludzi w silnie umocnionym domku gdzieś na wsi w opanowanej wirusem Furii Wielkiej Brytanii. Posiłek przerywają im odgłosy dobijającego się do drzwi młodego chłopca. Don wpuszcza go do środka i dowiaduje się, że ten jest ścigany przez swoich rodziców, którzy zostali zakażeni wirusem. Chwilę później grupa zakażonych odkrywa kryjówkę niedobitków i włamuje się do niej. Przerażony Don porzuca na pastwę zarażonych swoją żonę, która chce za wszelką cenę uratować chłopca i odmawia ucieczki bez niego.
W ciągu następnych 28 tygodni wszystkie ofiary wirusa Furii zginęły śmiercią głodową i Wielka Brytania zostaje ogłoszona względnie bezpieczną. Oddziały NATO pod kierownictwem amerykańskim starają się zaprowadzić w części Londynu porządek i przywrócić jego normalne funkcjonowanie, przesiedlając ponownie do miasta wcześniejszych uciekinierów. W ten sposób Don odnajduje swoje dzieci, Tammy (Imogen Poots) i Andy’ego (Mackintosh Muggleton), które były w Hiszpanii w czasie wybuchu epidemii. Rodzina dostaje przydzielone mieszkanie, w którym Don opowiada o śmierci Alice, ukrywając jednak fakt, że nie próbował jej w żaden sposób ratować.
Tammy i Andy postanawiają pewnego dnia zapuścić się do zakazanej, niestrzeżonej części miasta, w której znajdował się ich dom. Niespodziewanie odnajdują tam swoją żywą matkę. Cała trójka zostaje przechwycona przez oddziały specjalne i poddana kwarantannie. Don dowiaduje się o całym zdarzeniu i jest zszokowany, że jego żona przeżyła. Okazuje się, że stało się tak dzięki wadzie genetycznej powodującej różnobarwność tęczówki, którą posiada również jej syn, Andy. Pozwoliło to jej nie zachorować, jednak badania krwi wykazują, że jest ona nosicielką wirusa Furii. Don postanawia się podkraść do izolatki, w której zamknięta jest Alice. Próbuje się przed nią usprawiedliwiać i ją przepraszać i w końcu postanawia ją pocałować. W ten sposób za pośrednictwem śliny zaraża się wirusem.
Don brutalnie zabija Alice i zaraża kolejne osoby, powodując lawinowy przyrost zainfekowanych. Sytuacja wymyka się spod kontroli i armia postanawia spacyfikować miasto przy pomocy napalmu oraz gazów bojowych. Tymczasem oficer medyczny, major Scarlet Ross (Rose Byrne) zdaje sobie sprawę, że wada genetyczna, którą posiadała Alice oraz Andy być może jest kluczem do stworzenia lekarstwa na wirus Furii i próbuje uratować rodzeństwo. Jej plan zakłada przetransportowanie dzieci na kontynentalną część Europy. Pomaga jej w tym strzelec wyborowy sierżant Doyle (Jeremy Renner). Wspólnie próbują przedostać się na stadion Wembley, gdzie ma na nich czekać przyjaciel Doyle’a, pilot helikoptera, Flynn (Harold Perrineau). Doyle oraz Scarlett giną, poświęcając życie w ratowaniu dzieci. Te próbują dostać się na stadion tunelami metra, tam jednak spotykają swojego zainfekowanego ojca, który atakuje i rani Andy’ego. Tammy strzela z pistoletu i zabija ojca. Ugryziony Andy wydaje się nie przejawiać objawów choroby, chociaż jego oko zachodzi na czerwono krwią. Dzieci w końcu dostają się na stadion, skąd Flynn zabiera je do Francji.
28 dni po tych zajściach ktoś woła o pomoc przez radio z helikoptera Flynna. Grupa zainfekowanych osób wybiega z przejścia podziemnego i biegnie w kierunku Wieży Eiffla, co oznacza, że wirus przeniósł się na pozostałą część Europy.

## Obsada
- Robert Carlyle – Donald Harris
- Rose Byrne – Scarlet
- Jeremy Renner – sierżant Doyle
- Amanda Walker – Sally
- Shahid Ahmed – Jacob
- Harold Perrineau Jr. – Flynn
- Catherine McCormack – Alice Harris
- Garfield Morgan – Geoff
- Emily Beecham – Karen
- Idris Elba – generał Stone
- Beans El-Balawi – Boy in Cottage
- Imogen Poots – Tammy Harris
- Chris Ryman – Rooftop Soldier
- Mackintosh Muggleton – Andy Harris
- Meghan Popiel – DLR Soldier